# Здание компании «Саво-Карельская оптовая торговля»
Здание компании «Саво-Карельская оптовая торговля» — складское и административное здание в Выборге, построенное в 1937 году. Семиэтажное здание на набережной 40-летия ВЛКСМ, в котором долгое время размещался завод детских колясок, а ныне мёртвый торговый центр, включено в перечень памятников архитектуры.

## История
В конце XIX века, в ходе разборки укреплений Рогатой крепости, полученные стройматериалы были использованы для засыпки части бухты Салакка-Лахти. На отвоёванной у залива территории была проложена набережная с портовой инфраструктурой, обслуживающей Сайменский канал: железнодорожной веткой, причалами и складами. Важной частью сложившегося индустриального пейзажа набережной стало здание компании «Саво-Карельская оптовая торговля» (фин. Savo-Karjalan Tukkuliike Oy, сокр. SKT), построенное в 1936—1937 годах по проекту архитектора Аарне Эрви (архитектурное бюро Тойво Паателы). Исследователи относят его к лучшим образцам стиля функционализм в Выборге. Сооружение, вместе с такими зданиями, как библиотека Алвара Аалто, выборгский архив, музей изящных искусств, дом шведско-немецкого лютеранского прихода, выборгский ломбард и здание страховой компании «Карьяла», является представителем выборгского функционализма, получившего прозвище «Белый Выборг».
В масштабном здании, спроектированном в результате архитектурного конкурса, проведённого в 1935 году, размещались штаб-квартира и складские помещения компании «SKT». Помимо помещений коммерческого назначения, на шестом и пятом этажах находились две квартиры для руководства (включавшие по шесть комнат и кухню). Верхний этаж отводился под большой конференц-зал и клубное помещение с кухней. Фасад центрального семиэтажного корпуса с почти сплошным ленточным остеклением обращён к набережной залива, по которой постоянно курсировали поезда, двигались грузовые автомобили, а у причалов стояли пароходы. На периферии фасада расположены лестничные пролёты со сплошным вертикальным остеклением. К главному корпусу примыкают менее высокие боковые крылья, образующие внутренний двор с открытой террасой.
Здание недолго прослужило по первоначальному назначению: в 1940 году, после Советско-финляндской войны (1939—1940), компания «Саво-Карельская оптовая торговля» прекратила существование, влившись во вновь учреждённую компанию «Kesko». В 1941 году, в ходе Великой Отечественной войны здание сгорело. По окончании последней советско-финской войны оно было восстановлено и в 1947 году приспособлено под размещение строительного предприятия. Размещались в здании и другие организации, среди которых основным с 1964 года стал завод детских колясок. Некоторое время верхние этажи занимало общежитие, затем — местные подразделения органов статистики. К тому времени набережная из оживлённого торгового порта превратилась в зону отдыха, поэтому необходимость в портовом складском помещении отпала. При ремонте здания была изменена расстекловка окон, а также заложены витрины на первом этаже.
После распада СССР завод детских колясок, бывший флагманом лёгкой промышленности Выборга, закрылся. Новыми собственниками было принято решение о перестройке здания в торговый центр с крытым внутренним двором. В результате ремонта к 2014 году был в значительной мере восстановлен довоенный вид фасада, но открытие торгового центра площадью свыше 12 тысяч м² так и не состоялось.